# Gymnosarda unicolor
Gymnosarda unicolor (Rüppell, 1836), conosciuto maggiormente come tonno denti di cane, è un pesce osseo marino della famiglia Scombridae.

## Descrizione
Rispetto agli altri Scombridae di grandi dimensioni (come i tonni) G. unicolor ha bocca in proporzione molto più grande e armata di denti grandi e caniniformi. La linea laterale è fortemente ondulata. Le scaglie sono presenti solo in un'area toracica (corsaletto).
Il colore è uniformemente blu scuro/nero sul dorso e argenteo sul ventre, senza linee, macchie o altri segni.
La taglia massima nota è di 248 cm, la media di circa 90 cm. Il peso massimo registrato è di 131 kg.

## Distribuzione e habitat
Limitato all'Indo-Pacifico tropicale. È legato alle barriere coralline, nei cui pressi staziona facendo vita pelagica. La profondità massima nota è di circa 300 metri.

## Biologia
Solitario, talvolta forma banchetti di non più di 6 individui.

### Alimentazione
Caccia pesci di banco come Decapterus, Caesio, Naso, Cirrhilabrus, Pterocaesio e cefalopodi.

## Pesca
Non è oggetto di pesca commerciale specifica se non in limitate situazioni locali. Viene catturato soprattutto con palamiti e lenze destinate ad altre specie. Lo sfruttamento commerciale di questa specie è limitato dal fatto che si tratta di un animale solitario che non forma banchi numerosi e facilmente pescabili. Catturato anche da pescatori sportivi. In alcuni luoghi provoca ciguatera se consumato.

## Conservazione
Si tratta di una specie diffusa su un ampio areale e soggetta a uno sforzo di pesca non pesante. Non si hanno informazioni sullo stato delle popolazioni ma appare improbabile che siano in declino. Per questi motivi la IUCN classifica questa specie nella più bassa categoria di minaccia.